# Europejski Turniej Kwalifikacyjny w piłce siatkowej mężczyzn do Letnich Igrzysk Olimpijskich 2012 (składy)
Artykuł grupuje składy wszystkich reprezentacji narodowych w piłce siatkowej, które wystąpiły w Europejskim Turnieju Kwalifikacyjnym do Letnich Igrzysk Olimpijskich 2012.
- Wiek na dzień 8 maja 2012 roku.
- Przynależność klubowa na koniec sezonu 2011/2012.
- Legenda: 
Nr – numer zawodnika
 A – atakujący 
 L – libero 
 P – przyjmujący 
 R – rozgrywający 
 Ś – środkowy

## Bułgaria
Trener: Radostin Stojczew
Asystent:  Camillo Placi
| Nr | Imię i nazwisko  | Data urodzenia (wiek) | Wzrost (cm) | Klub                 | Pozycja |
| -- | ---------------- | --------------------- | ----------- | -------------------- | ------- |
| 1  | Georgi Bratoew   | 21.10.1987 (24)       | 202         | Lewski Sofia         | R       |
| 3  | Andrej Żekow     | 12.03.1980 (32)       | 194         | Pallavolo Piacenza   | R       |
| 6  | Matej Kazijski   | 23.09.1984 (27)       | 202         | Trentino Volley      | P       |
| 7  | Todor Skrimow    | 09.01.1990 (22)       | 192         | Paris Volley         | P       |
| 11 | Władimir Nikołow | 03.10.1977 (34)       | 200         | Pallavolo Piacenza   | A       |
| 12 | Wiktor Josifow   | 16.10.1985 (26)       | 204         | Pallavolo Modena     | Ś       |
| 13 | Teodor Sałparow  | 16.08.1982 (29)       | 185         | CSKA Sofia           | L       |
| 14 | Teodor Todorow   | 01.09.1989 (22)       | 208         | Gazprom-Jugra Surgut | Ś       |
| 15 | Todor Aleksijew  | 21.04.1983 (29)       | 200         | Gazprom-Jugra Surgut | P       |
| 17 | Nikołaj Penczew  | 22.05.1992 (19)       | 196         | Pallavolo Piacenza   | P       |
| 18 | Nikołaj Nikołow  | 29.07.1986 (25)       | 206         | Callipo Sport        | Ś       |
| 19 | Cwetan Sokołow   | 31.12.1989 (22)       | 207         | Trentino Volley      | A       |

## Finlandia
Trener:  Daniel Castellani
Asystent: Jussi Heino
| Nr | Imię i nazwisko     | Data urodzenia (wiek) | Wzrost (cm) | Klub                          | Pozycja |
| -- | ------------------- | --------------------- | ----------- | ----------------------------- | ------- |
| 2  | Eemi Tervaportti    | 26.07.1989 (22)       | 193         | GFCO Ajaccio                  | R       |
| 3  | Mikko Esko          | 03.09.1978 (33)       | 198         | Pallavolo Modena              | R       |
| 5  | Antti Siltala       | 14.03.1984 (28)       | 193         | Delecta Bydgoszcz             | P       |
| 6  | Tuomas Sammelvuo    | 16.02.1976 (36)       | 193         | Umbria Volley                 | P       |
| 7  | Matti Hietanen      | 03.01.1983 (29)       | 199         | Trefl Gdańsk                  | P       |
| 12 | Olli Kunnari        | 02.02.1982 (30)       | 196         | Vammalan Lentopallo           | P       |
| 13 | Mikko Oivanen       | 26.05.1986 (25)       | 198         | Trefl Gdańsk                  | A       |
| 14 | Konstantin Shumov   | 15.02.1985 (27)       | 205         | Gabeca Pallavolo Spa          | Ś       |
| 15 | Matti Oivanen       | 26.05.1986 (25)       | 198         | Gubiernija Niżny Nowogród     | Ś       |
| 16 | Olli-Pekka Ojansivu | 31.12.1987 (24)       | 196         | Awtomobilist Sankt Petersburg | A       |
| 18 | Jukka Lehtonen      | 22.02.1982 (30)       | 197         | Pallavolo Città di Castello   | Ś       |
| 19 | Pasi Hyvärinen      | 22.11.1987 (24)       | 184         | Kyyjärven Kyky                | L       |

## Hiszpania
Trener: Fernando Muñoz Benítez
Asystent: Carlos Carreño
| Nr | Imię i nazwisko      | Data urodzenia (wiek) | Wzrost (cm) | Klub                        | Pozycja |
| -- | -------------------- | --------------------- | ----------- | --------------------------- | ------- |
| 1  | Guillermo Hernán     | 25.07.1982 (29)       | 182         | AZS Olsztyn                 | R       |
| 3  | Sergio Noda          | 23.03.1987 (25)       | 191         | Pallavolo Città di Castello | P       |
| 4  | Manuel Sevillano     | 02.07.1981 (30)       | 194         | CV Teruel                   | P       |
| 5  | Marc Altayó          | 17.05.1986 (25)       | 196         | Ciudad Medio Ambiente Soria | Ś       |
| 6  | Gustavo Delgado      | 21.01.1986 (26)       | 190         | CV Almería                  | P       |
| 7  | Fran Rodríguez       | 25.09.1980 (31)       | 190         | CV Teruel                   | P       |
| 8  | José Miguel Sugrañes | 25.08.1985 (26)       | 200         | CV Teruel                   | Ś       |
| 9  | Daniel Rocamora      | 27.05.1988 (23)       | 200         | Ciudad Medio Ambiente Soria | A       |
| 10 | Jorge Fernández      | 04.05.1989 (23)       | 203         | Nantes Rezé MV              | Ś       |
| 11 | Víctor Viciana       | 02.10.1982 (29)       | 188         | CV Almería                  | R       |
| 12 | Francesc Llenas      | 13.09.1982 (29)       | 174         | CV Teruel                   | L       |
| 14 | Ibán Pérez           | 13.11.1983 (28)       | 198         | CV Almería                  | A       |

## Niemcy
Trener:  Vital Heynen
Asystent: Stefan Hübner
| Nr | Imię i nazwisko   | Data urodzenia (wiek) | Wzrost (cm) | Klub                | Pozycja |
| -- | ----------------- | --------------------- | ----------- | ------------------- | ------- |
| 1  | Marcus Popp       | 23.09.1981 (30)       | 192         | Blu Volley Werona   | P       |
| 2  | Markus Steuerwald | 07.03.1989 (23)       | 182         | Paris Volley        | L       |
| 3  | Sebastian Schwarz | 02.10.1985 (26)       | 197         | Pallavolo Padwa     | P       |
| 4  | Simon Tischer     | 24.04.1982 (30)       | 194         | Dinamo Krasnodar    | R       |
| 5  | Björn Andrae      | 14.05.1981 (30)       | 200         | Kuzbass Kemerowo    | P       |
| 6  | Denis Kaliberda   | 24.06.1990 (21)       | 193         | TSV Unterhaching    | P       |
| 8  | Marcus Böhme      | 25.08.1985 (26)       | 211         | VfB Friedrichshafen | Ś       |
| 9  | Georg Grozer      | 27.11.1984 (27)       | 200         | Resovia             | A       |
| 10 | Jochen Schöps     | 08.10.1983 (28)       | 204         | Iskra Odincowo      | A       |
| 11 | Lukas Kampa       | 29.11.1986 (25)       | 196         | Pallavolo Piacenza  | R       |
| 13 | Christian Dünnes  | 16.06.1984 (27)       | 207         | TSV Unterhaching    | Ś       |
| 15 | Max Günthör       | 09.08.1985 (26)       | 206         | TSV Unterhaching    | Ś       |

## Serbia
Trener:  Igor Kolaković
Asystent: Željko Bulatović
| Nr | Imię i nazwisko         | Data urodzenia (wiek) | Wzrost (cm) | Klub                      | Pozycja |
| -- | ----------------------- | --------------------- | ----------- | ------------------------- | ------- |
| 1  | Nikola Kovačević        | 14.02.1983 (29)       | 193         | Gubiernija Niżny Nowogród | P       |
| 4  | Bojan Janić             | 11.03.1982 (30)       | 198         | Fakieł Nowy Urengoj       | P       |
| 5  | Vlado Petković          | 06.01.1983 (29)       | 198         | Umbria Volley             | R       |
| 6  | Miloš Terzić            | 13.06.1987 (24)       | 202         | Tours VB                  | P       |
| 7  | Dragan Stanković        | 18.10.1985 (26)       | 205         | A.S. Volley Lube          | Ś       |
| 10 | Miloš Nikić             | 31.03.1986 (26)       | 194         | Gabeca Pallavolo Spa      | P       |
| 11 | Mihajlo Mitić           | 17.09.1990 (21)       | 201         | Crvena zvezda Belgrad     | R       |
| 12 | Milan Rašić             | 02.02.1985 (27)       | 205         | ACH Volley Lublana        | Ś       |
| 14 | Aleksandar Atanasijević | 04.09.1991 (20)       | 199         | Skra Bełchatów            | A       |
| 15 | Saša Starović           | 19.10.1988 (23)       | 207         | A.S. Volley Lube          | A       |
| 18 | Marko Podraščanin       | 29.08.1987 (24)       | 204         | A.S. Volley Lube          | Ś       |
| 19 | Nikola Rosić            | 05.08.1984 (27)       | 192         | VfB Friedrichshafen       | L       |

## Słowacja
Trener: Štefan Chrtiansky
Asystent:  Andrej Kravarik
| Nr | Imię i nazwisko    | Data urodzenia (wiek) | Wzrost (cm) | Klub                  | Pozycja |
| -- | ------------------ | --------------------- | ----------- | --------------------- | ------- |
| 1  | Milan Bencz        | 05.09.1987 (24)       | 206         | M. Roma Volley        | A       |
| 2  | Michal Masný       | 14.08.1979 (32)       | 182         | Delecta Bydgoszcz     | R       |
| 3  | Emanuel Kohút      | 21.07.1982 (29)       | 206         | Sisley Belluno        | Ś       |
| 6  | Róbert Hupka       | 30.07.1982 (30)       | 194         | TSV Unterhaching      | L       |
| 7  | Peter Michalovič   | 26.05.1990 (21)       | 200         | VK Ostrava            | A       |
| 9  | Matej Paták        | 08.06.1990 (21)       | 200         | VKP Bratislava        | P       |
| 10 | Jozef Piovarči     | 09.11.1984 (27)       | 206         | VK Dukla Liberec      | Ś       |
| 11 | Branislav Skladaný | 16.11.1983 (28)       | 183         | TSV Unterhaching      | R       |
| 13 | Štefan Chrtiansky  | 17.08.1989 (22)       | 205         | Volleyball Team Tirol | P       |
| 14 | Tomáš Kmeť         | 01.12.1981 (30)       | 202         | SCC Berlin            | Ś       |
| 17 | František Ogurčák  | 24.04.1984 (28)       | 198         | Sisley Belluno        | P       |
| 18 | Lukáš Diviš        | 20.02.1986 (26)       | 201         | Lokomotiw Nowosybirsk | P       |

## Słowenia
Trener: Veselin Vuković
Asystent: Tine Sattler
| Nr | Imię i nazwisko | Data urodzenia (wiek) | Wzrost (cm) | Klub               | Pozycja |
| -- | --------------- | --------------------- | ----------- | ------------------ | ------- |
| 1  | Andrej Flajs    | 11.03.1983 (29)       | 189         | ACH Volley Lublana | P       |
| 2  | Alen Pajenk     | 23.04.1986 (26)       | 203         | A.S. Volley Lube   | Ś       |
| 3  | Jan Planinc     | 10.02.1990 (22)       | 188         | Kamnik             | P       |
| 4  | Rok Satler      | 04.04.1979 (33)       | 191         | SK Aich/Dob        | R       |
| 6  | Mitja Gasparini | 26.06.1981 (30)       | 200         | Blu Volley Werona  | A       |
| 7  | Matevž Kamnik   | 24.11.1987 (24)       | 201         | ACH Volley Lublana | Ś       |
| 8  | Miha Plot       | 11.05.1987 (24)       | 178         | VC Lennik          | L       |
| 9  | Dejan Vinčić    | 15.09.1986 (25)       | 198         | ACH Volley Lublana | R       |
| 13 | Tine Urnaut     | 03.09.1988 (23)       | 199         | Umbria Volley      | P       |
| 14 | Jan Pokeršnik   | 15.12.1989 (22)       | 198         | Kamnik             | P       |
| 15 | Matej Vidič     | 06.11.1986 (25)       | 206         | ACH Volley Lublana | Ś       |
| 18 | Klemen Čebulj   | 21.02.1992 (20)       | 200         | ACH Volley Lublana | P       |

## Włochy
Trener: Mauro Berruto
Asystent: Andrea Brogioni
| Nr | Imię i nazwisko    | Data urodzenia (wiek) | Wzrost (cm) | Klub               | Pozycja |
| -- | ------------------ | --------------------- | ----------- | ------------------ | ------- |
| 1  | Luigi Mastrangelo  | 17.08.1975 (36)       | 202         | Piemonte Volley    | Ś       |
| 2  | Jiří Kovář         | 10.04.1989 (23)       | 202         | A.S. Volley Lube   | P       |
| 3  | Simone Parodi      | 16.06.1986 (25)       | 196         | A.S. Volley Lube   | P       |
| 4  | Andrea Bari        | 05.03.1980 (32)       | 185         | Trentino Volley    | L       |
| 6  | Samuele Papi       | 20.05.1973 (38)       | 190         | Pallavolo Piacenza | P       |
| 7  | Michał Łasko       | 11.03.1981 (21)       | 202         | Jastrzębski Węgiel | A       |
| 9  | Ivan Zaytsev       | 02.10.1988 (23)       | 202         | M. Roma Volley     | P       |
| 10 | Dante Boninfante   | 07.03.1977 (35)       | 188         | M. Roma Volley     | R       |
| 11 | Cristian Savani    | 22.02.1982 (30)       | 195         | Pallavolo Piacenza | P       |
| 13 | Dragan Travica     | 28.08.1986 (25)       | 200         | A.S. Volley Lube   | R       |
| 14 | Alessandro Fei     | 29.12.1978 (33)       | 204         | Sisley Belluno     | Ś       |
| 15 | Emanuele Birarelli | 08.02.1981 (31)       | 200         | Trentino Volley    | Ś       |